# Faculté de physique de l'université de Belgrade
La faculté de physique de l'université de Belgrade (en serbe cyrillique : Физички факултет Универзитета у Београду ; en serbe latin : Fizički fakultet Univerziteta u Beogradu) est l'une des 31 facultés de l'université de Belgrade, la capitale de la Serbie. Sous sa forme actuelle, elle a été fondée en 1990. En 2013, son doyen est le professeur Jablan Dojčilović.

## Organisation
La faculté est divisée en 2 instituts et 12 départements :
Institut de physique
- Département de physique générale (pour les étudiants de 1re année) ;
- Département de physique générale (pour les étudiants de 2de année) ;
- Département de physique nucléaire et corpusculaire ;
- Département de physique atomique, de physique moléculaire, des plasmas et d'optique quantique ;
- Département de physique de la matière condensée ;
- Département de mécanique théorique, de physique statistique et d'électrodynamique ;
- Département de physique quantique et de physique mathématique ;
- Département d'informatique physique ;
- Département de génie physique et de métrologie ;
- Département d'enseignement de la physique.

Institut de météorologie
- Département de météorologie générale ;
- Département de météorologie dynamique.

## Personnalités
- Fedor Herbut (né en 1932), ancien étudiant, professeur, académicien[4]
- Branislav Jelenković (né en 1950), professeur, académicien ;
- Srđan Verbić (né en 1970), ministre de l'Éducation, de la Science et du Développement technologique dans le gouvernement Vučić (2014-).